# ŻFK Mariupol
ŻFK Mariupol (ukr. ЖФК «Маріуполь») – ukraiński klub piłki nożnej kobiet, mający siedzibę w mieście Mariupol na wschodzie kraju. Od sezonu 2019/2020 występuje w rozgrywkach ukraińskiej Wyższej ligi.

## Historia
Chronologia nazw:
- 2015: ŻFK Łehion Mariupol (ukr. ЖФК «Легіон» Маріуполь)
- 2017: ŻFK Mariupolczanka Mariupol (ukr. ЖФК «Маріупольчанка» Маріуполь)
- 2019: ŻFK Mariupol (ukr. ЖФК «Маріуполь» Маріуполь)

Kobieca drużyna piłkarska ŻFK Łehion Mariupol została założona w Mariupolu w 2015 roku z własnej inicjatywy byłych zawodniczek rozwiązanej drużyny Illicziwka Mariupol. W sezonie 2016 klub zgłosił się do rozgrywek Pierwszej ligi, zajmując trzecie miejsce w grupie C. W następnym roku z nazwą ŻFK Mariupolczanka Mariupol zdobył wicemistrzostwo ligi. W sezonie 2017/18 zespół zajął końcowe trzecie miejsce. Dopiero w sezonie 2018/19 klub zwyciężył w rozgrywkach Pierwszej ligi i zdobył awans do Wyższej ligi. Klub zmienił nazwę na ŻFK Mariupol, a debiutowy sezon na najwyższym poziomie zakończył na siódmej pozycji.

## Barwy klubowe, strój, herb, hymn
|  |  |

Klub ma barwy pomarańczowo-granatowe. Piłkarki domowe spotkania zazwyczaj grają w pomarańczowych koszulkach, granatowych spodenkach oraz granatowych getrach.

## Sukcesy

### Trofea międzynarodowe
Nie uczestniczył w rozgrywkach europejskich (stan na 31-05-2023).

### Trofea krajowe
| \| \| Zdobyte trofea w rozgrywkach Ukrainy (stan na: 31-05-2023) \| |                                                            |      |           |
| Rozgrywki                                                           | Osiągnięcie                                                | Razy | Sezon(y)  |
| Mistrzostwo                                                         | I miejsce                                                  | 0    |           |
| Mistrzostwo                                                         | II miejsce                                                 | 0    |           |
| Mistrzostwo                                                         | III miejsce                                                | 0    |           |
| Mistrzostwo                                                         | 5.miejsce                                                  | 1    | 2020/2021 |
| Puchar                                                              | zdobywca                                                   | 0    |           |
| Puchar                                                              | finalista                                                  | 0    |           |
| Puchar                                                              | półfinalista                                               | 1    | 2020/2021 |
| II liga                                                             | I miejsce                                                  | 1    | 2018/2019 |
| II liga                                                             | II miejsce                                                 | 1    | 2017      |
| II liga                                                             | III miejsce                                                | 1    | 2017/2018 |
| Ukraina                                                             | Zdobyte trofea w rozgrywkach Ukrainy (stan na: 31-05-2023) |      |           |

## Poszczególne sezony

### Rozgrywki międzynarodowe

#### Europejskie puchary
Nie uczestniczył w rozgrywkach europejskich (stan na 31-05-2023).

### Rozgrywki krajowe
| \| Ukraina \| Bilans występów klubu w rozgrywkach piłkarskich Ukrainy (Stan na 31 maja 2023 r.) \| \| |                                                                                   |        |       |   |   |   |    |    |     |            |        |        |      |
| Poziom                                                                                                | Rozgrywki                                                                         | Sezony | Mecze | Z | R | P | B+ | B– | Pkt | Lata       | Awanse | Spadki | Naj. |
| I | Wyszcza liha                                                                      | 4      |       |   |   |   |    |    |     | od 2019/20 | 0      | 0      | 5    |
| II | Persza liha                                                                       | 4      |       |   |   |   |    |    |     | 2016–2019  | 1      | 0      | 1    |
| | Puchar Ukrainy                                                                    | 4      |       |   |   |   |    |    |     | od 2017/18 | 0      | 0      | 1/2  |
| Ukraina                                                                                               | Bilans występów klubu w rozgrywkach piłkarskich Ukrainy (Stan na 31 maja 2023 r.) |        |       |   |   |   |    |    |     |            |        |        |      |

## Piłkarki, trenerzy, prezydenci i właściciele klubu

### Trenerzy
| Lp. | Imię i nazwisko   | Okres urzędowania | Okres urzędowania |
| --- | ----------------- | ----------------- | ----------------- |
| 1.  | Karina Kułakowśka | 01.05.2015        | obecnie           |

## Struktura klubu

### Stadion
Drużyna rozgrywa swoje mecze domowe na stadionie Zachidnyj w Mariupolu, który może pomieścić 3 063 widzów.

### Sponsorzy
| Lata    | Sponsor |
| ------- | ------- |
| od 2019 | FavBet  |

| Lata    | Sponsor |
| ------- | ------- |
| od 2019 | Nike    |

## Kibice i rywalizacja z innymi klubami

### Derby
- Szachtar Donieck